# Shefki Kuqi
Shefki Kuqi (* 10. November 1976 in Vučitrn, SFR Jugoslawien, heute Kosovo) ist ein finnischer Fußballtrainer und ehemaliger -spieler.

## Familie
Sein Bruder Njazi und sein Cousin Daut sind ebenfalls als Fußballspieler aktiv.

## Karriere

### Vereine
Kuqi begann seine Fußballerkarriere in seiner Heimat beim KF Trepça, bevor er mit seiner Familie nach Finnland auswanderte und dort seine Karriere fortsetzte. So begann er seine Karriere in Herrenteams um das Jahr 1994, als er erstmals für Mikkelin Kissat zum Einsatz kam und sich dabei als sehr torgefährlich herausstellte. Über Mikkelin Palloilijat kam er im Jahre 1997 zum HJK Helsinki. 2000 wechselte er zu Jokerit Helsinki, wo er von Juli bis Dezember 2000 spielte. Im Januar 2001 ging er nach England zu Stockport County. 2002 kam er dann zu Sheffield Wednesday. 2003 ging er zu Ipswich Town. Ab der Saison 2005/06 spielte der Stürmer bei den Blackburn Rovers. Von August 2006 an war Kuqi bei Crystal Palace aktiv, wurde 2007 zunächst an FC Fulham und 2008 an Ipswich Town verliehen. 2009 kehrte er zu Crystal Palace zurück.
Im Juli 2009 unterschrieb Kuqi einen Vertrag in Deutschland bei der TuS Koblenz bis zum Ende der Saison 2010/11. Zu Beginn der Saison wusste Kuqi dort zu überzeugen und erzielte in der Hinrunde der Saison sieben Tore für die TuS. Aufgrund vieler Niederlagen und einem angespannten Verhältnis innerhalb der Mannschaft forderte Shefki Kuqi in der Winterpause eine Freigabe zu einem Wechsel. Der kurz zuvor verpflichtete neue Trainer Petrik Sander stimmte dem zu plante nicht mehr mit Kuqi. Daraufhin unterzeichnete Shefki Kuqi im Januar 2010 einen Vertrag beim damals in der englischen Football League Championship spielenden walisischen Verein Swansea City. Der Vertrag wurde zwischenzeitlich nach einer Ausleihe zu Derby County im Januar 2011 aufgelöst. Daraufhin unterschrieb Kuqi im Februar 2011 bei Newcastle United. Nach nur sechs Einsätzen als Einwechselspieler wurde sein im Sommer 2011 auslaufender Vertrag nicht verlängert. Im August 2011 unterschrieb er beim Drittligisten Oldham Athletic. In der Saison 2012/13 stand er bei Hibernian Edinburgh in Schottland unter Vertrag und kam dort zu 13 Einsätzen, wobei er ohne Torerfolg blieb.

### Nationalmannschaft
Kuqi spielte von 1999 bis 2010 in der finnischen Nationalmannschaft.